# Центральная Керкира и Диапонтии-Ниси
Центра́льная Ке́ркира и Диапонтии-Ниси (греч. Δήμος Κεντρικής Κέρκυρας και Διαποντίων Νήσων) — община (дим) в Греции на острове Керкира в Ионическом море, созданная в 2019 году. Входит в периферийную единицу Керкира в периферии Ионические острова. В состав общины входят острова Диапонтии-Ниси: Матракион, Отони и Эрикуса. Население 68 558 человек по переписи 2011 года. Площадь 259,833 квадратного километра. Плотность 263,85 человека на квадратный километр. Административный центр — Керкира. Димархом на местных выборах 2019 года избрана Меропи Идреу (Μερόπη Υδραίου).
Община Ке́ркира (Δήμος Κέρκυρας) создана в 1866 году (ΦΕΚ 9Α). В 2010 году (ΦΕΚ 87Α) по программе «Калликратис» к общине Керкира присоединены упразднённые общины Айос-Еорьос, Ахилион, Касопея, Корисия, Лефкими, Мелитьис, Палеокастрица, Парелии, Тинали, Феакес, Эспериес (Западная), а также сообщества Матракион, Отони и Эрикуса. В 2019 году (ΦΕΚ 43Α) община Керкира упразднена и созданы три общины: Вория-Керкира (Северная), Нотия-Керкира (Южная) и Центральная Керкира и Диапонтии-Ниси. В общину Центральная Керкира и Диапонтии-Ниси вошли населённые пункты упразднённых общин Керкира, Ахилион, Палеокастрица, Парелии, Феакес, а также сообщества Матракион, Отони и Эрикуса.
Община (дим) Центральная Керкира и Диапонтии-Ниси делится на 8 общинных единиц.